# 화랑중학교
화랑중학교(花郞中學校)는 대한민국 경상북도 경주시 현곡면 오류리에 있는 공립 중학교이다.

## 학교 연혁

##### 2000년대
- 2008년 3월 1일: 화랑중학교 설립인가 (24학급)
- 2008년 3월 1일: 제1대 김상조 교장 취임
- 2008년 3월 4일: 제1회 입학식 (275명 입학)
- 2009년 9월 1일: 도 지정 교원평가 시범학교 운영

##### 2010년대
- 2010년 12월 28일: 영어교육 리더학교 교과부장관 표창
- 2011년 11월 23일: 교육과정 우수학교 공모전 교육감 표창
- 2012년 2월 6일: 학교평가 우수교 선정
- 2012년 5월 23일: APEC 교육장관 방문 학교 공개
- 2012년 10월 22일: 스마트교육 시범학교 운영 발표
- 2014년 1월 3일: 교육과정 우수학교 교육감 표창
- 2014년 12월 29일: 제7회 edu-Top 공모전 우수상 수상
- 2014년 12월 31일: 성적 우수학교 표창
- 2016년 12월 22일: 제7회 탈북학생교육 우수사례 공모전 우수상 수상
- 2017년 12월 31일: 학교체육활동 최우수교 표창

##### 2020년대
- 2022년 2월 11일: 제12회 졸업식(졸업생189명, 누계 2,746명)
- 2022년 3월 2일: 제15회 입학식(입학생 208명)
- 2023년 1월 26일: 제13회 졸업식(졸업생213명, 누계 2,959명)
- 2023년 3월 2일: 제16회 입학식(입학생 200명)
- 2023년 9월 1일: 제7대 신봉자 교장 부임
- 2024년 1월 4일: 제14회 졸업식(졸업생 210명, 누계 3,169명)
- 2024년 3월 4일: 제17회 입학식(입학생 202명)
- 2025년 1월 17일: 제15회 졸업식(졸업생 203명, 누계3,372명)
- 2025년 3월 1일: 제8대 김병호 교장 부임
- 2025년 3월 1일: IB 관심학교 및 연구학교 선정
- 2025년 3월 4일: 제18회 입학식(입학생 224명)

## 참고 자료
- 화랑중학교 - 한국교육학술정보원 학교알리미